# Ryan Robbins
Pour les articles homonymes, voir Robbins.
Ryan John Currier, dit Ryan Robbins est un acteur canadien, né le 26 novembre 1971 à Victoria (Colombie-Britannique).
Il est connu pour son rôle de Ladon Radim dans la série télévisée Stargate Atlantis, Charlie Connor dans la série Battlestar Galactica et de Henry Foss dans la série Sanctuary.

## Biographie
Il a été marié à l'actrice Rebecca Reichert de 2002 à 2010 et a actuellement une relation avec Karyn Baltzer, actrice notamment connue pour avoir joué dans Sanctuary.

## Filmographie
Sauf indication contraire, les informations mentionnées dans cette section peuvent être confirmées par la base de données cinématographiques IMDb,  présente dans la section « Liens externes ».

### Cinéma

#### Longs métrages
- 1997 : Horsey de Kirsten Clarkson : Simon Leigh
- 1999 : Late Night Sessions de Joshua B. Hamlin : Ben
- 2001 : Turbulence 3: Heavy Metal de Jorge Montesi : Tor
- 2001 : L.A.P.D. : Protéger et servir d'Ed Anders : le réalisateur
- 2002 : Appel au meurtre (Liberty Stands Still) de Kari Skogland : Fidgety Dude
- 2002 : Flagrant délire (Stark Raving Mad) de Drew Daywalt (en) et David Schneider : l'homme patraque
- 2003 : Paycheck de John Woo : le mari
- 2004 : Tolérance zéro (Walking Tall) de Kevin Bray : Travis
- 2004 : Catwoman de Pitof : le barman
- 2005 : The Cabin Movie de Dylan Akio Smith : Ken
- 2007 : Taming Tammy de Tracy D. Smith : Frances
- 2007 : Aliens vs. Predator: Requiem (AVPR: Aliens vs Predator - Requiem) de Greg et Colin Strause : le chauffeur du camion
- 2008 : Sheltered Life de Carl Laudan : David Nash
- 2008 : Les Passagers (Passengers) de Rodrigo García : Dean
- 2009 : Smile of April de Jessica Brajoux et Sabrina Karine : Jack
- 2009 : Leslie, My Name Is Evil de Reginald Harkema : Charlie, le père de Leslie
- 2010 : Unrivaled de Warren P. Sonoda : Brian Waite
- 2010 : Lost Identity (Wrecked) de Michael Greenspan : George Weaver
- 2011 : Vampire de Shunji Iwai : Kevin Grant
- 2011 : Apollo 18 de Gonzalo López-Gallego : lieutenant-colonel John Grey
- 2011 : Marilyn de Christopher Petry : Michael Grant
- 2011 : Everything and Everyone de Tracy D. Smith : Noah
- 2012 : Cold Blooded (en) de Jason Lapeyre : Cordero
- 2013 : Mortelle intention (Kill for Me) de Michael Greenspan : l'inspecteur Ferris
- 2014 : Game of Fear (Reasonable Doubt) de Peter Howitt : Jimmy Logan
- 2014 : Le Septième Fils (Seventh Son) de Sergey Bodrov : Barkeep
- 2015 : Life on the Line de David Hackl : Eugene
- 2016 : The Confirmation de Bob Nelson : Trout
- 2016 : Warcraft : Le Commencement (Warcraft) de Duncan Jones : Karos
- 2016 : Spectral de Nic Mathieu : sergent Comstock
- 2017 : Le Chemin du pardon (The Shack) de Stuart Hazeldine : Emil Ducette
- 2018 : Scorched Earth de Peter Howitt : Thomas Jackson
- 2018 : Boundaries de Shana Feste : Jim
- 2018 : Velvet de Kirk Caouette : le propriétaire de chiens
- 2020 : Sniper : Assassin's End de Kaare Andrews : Zero
- 2021 : Dangerous de David Hackl : Felix
- 2022 : Sniper : Rogue Mission d'Oliver Thompson : Zero

#### Courts métrages
- 1997 : Abe's Manhood d'Aubrey Nealon : Abe
- 2002 : The Bug de Dylan Akio Smith : Beetle
- 2003 : Imetacanine de Dylan Akio Smith : Barry
- 2004 : Man Feel Pain de Dylan Akio Smith : Clint
- 2005 : When Jesse Was Born de Christopher Petry : Harold Ferrell
- 2005 : Fishbowl d'Eric Johnson : Michael
- 2007 : We're So Screwed de Jessica Brajoux et Sabrina B. Karine : Mark
- 2007 : The Visitor de Dan Lee West : Tom
- 2008 : Alice and Huck de Kaleena Kiff : Fred
- 2008 : The Ambassador de Gabriel Correa : Benedict
- 2009 : Catalyst de Greg D. Robbins
- 2009 : The Masculine Mystique d'Aaron Craven : Nate
- 2009 : Collide de Rob Hayter : Nigel
- 2010 : The Charlie Da Clown Show de Gary Hawes : le lieutenant Burt Cordova
- 2011 : Suffer de Kimani Ray Smith : Logan
- 2011 : Crazy Dracula Spring Break Weekend de Matt et Mikey Granger : l'Homme invisible
- 2011 : Pleased to Meet You de Michael MacLennan : David Elton
- 2013 : The Man and the Hole in the Roof de Robert Lawrenson : le barman

### Télévision

#### Téléfilms
- 2001 : L'Enfant qui ne voulait pas mourir (The Miracle of the Cards) de Mark Griffiths : Reggie
- 2005 : Behind the Camera: The Unauthorized Story of Mork and Mindy de Neill Fearnley : l'artiste de rue
- 2006 : A Little Thing Called Murder de Richard Benjamin : Shawn Little
- 2012 : Le Projet Philadelphia, l'expérience interdite (The Philadelphia Experiment) de Paul Ziller : Richard Falkner
- 2013 : La Loi de Goodnight: La Belle Aventurière (Goodnight for Justice: Queen of Hearts) de Martin Wood : Pinkerton
- 2016 : Dans l'ombre de mon mari (Not with His Wife) de Chad Krowchuk : Aiden
- 2017 : Yellow de Sarah Deakins : Poet
- 2017 : The Lost Wife of Robert Durst de Yves Simoneau : Jim

#### Séries télévisées
- 1998-1999 : Sept jours pour agir (Seven Days) : Red (2 épisodes)
- 1998 : Cold Squad, brigade spéciale (Cold Squad) : Chimp (saison 2, épisode 3)
- 1999 : Millenium : Jed (saison 3, épisode 12)
- 1999 : Strange World : Bledsoe (saison 1, épisode 3)
- 1999 : Traque sur Internet (The Net) : l'homme à la chemise mouillée (saison 1, épisode 21)
- 2000 : Big Sound : Eddie Valor (épisode(s) inconnu(s))
- 2000-2001 : Dark Angel : Arnie Haas (2 épisodes)
- 2000 : Just Deal :  Rob / le manager (saison 1, épisode 5)
- 2001 : The Chris Isaak Show : Deke (saison 1, épisode 8)
- 2001 : Au-delà du réel : L'aventure continue (The Outer Limits) : Richard (saison 7, épisode 15)
- 2001 : Wolf Lake : Fletcher (saison 1, épisode 1)
- 2002 : Jeremiah : William Stauber (saison 1, épisode 6)
- 2002 : Beyond Belief: Fact or Fiction : Phillip Kirby (saison 4, épisode 8)
- 2002 : Disparition (Taken) : le lieutenant Lou Johnson (mini-série, épisode 1)
- 2003 : La Treizième Dimension (The Twilight Zone) : Tony (saison 1, épisode 25)
- 2003 : Smallville : Louis Leery Jr. (saison 3, épisode 1)
- 2003 : Battlestar Galactica, mini-série : l'officier Connor, un résistant sur New Caprica (mini-série en 2 épisodes)
- 2004 : Kingdom Hospital : Dave Hooman (3 épisodes)
- 2004-2006 : Stargate Atlantis : Ladon Radim (5 épisodes)
- 2004 : The Days : M. Marley (2 épisodes)
- 2004 : Dead Like Me : James Allen (saison 2, épisode 5)
- 2005 : Roméo ! : Hacksaw (saison 2, épisode 13)
- 2005 : Into the West : « Skate » Guthrie  (mini-série, épisode 2)
- 2005 : Supernatural : Travis Weaver, un employé du gaz (saison 1, épisode 8)
- 2006 : Le Messager des ténèbres (The Collector) : Freddie Grimshaw (saison 3, épisode 1)
- 2006 : The L Word : l'homme à l'arrêt de bus (saison 3, épisode 10)
- 2006 : The Evidence : Les Preuves du crime (The Evidence) : Ron (saison 1, épisode 3)
- 2006 : Saved : rôle inconnu (saison 1, épisode 1)
- 2006 : Blade (Blade: The Series) : Sands (2 épisodes)
- 2006 : Alice, I Think : Bob (13 épisodes)
- 2006-2009 : Battlestar Galactica : l'officier Charlie Connor (7 épisodes)
- 2007 : Psych : Enquêteur malgré lui (Psych) : Vernon Stallings (saison 1, épisode 10)
- 2007 : Painkiller Jane : Dr Lewis (saison 1, épisode 6)
- 2007 : Sanctuary, la websérie : Henry Foss (websérie, épisodes 5 et 7)
- 2008 : jPod : Alistair Parish (4 épisodes)
- 2008 : Le Diable et moi (Reaper) : un démon (saison 1, épisode 18)
- 2008 : Shoot Me Now : Ryan (saison 2, épisode 5)
- 2008-2009 : The Guard : Police maritime (The Guard) : Wendell Linham (16 épisodes)
- 2008-2011 : Sanctuary : Henry Foss (59 épisodes)
- 2009-2010 : Riese: Kingdom Falling : Rand (mini-série, 6 épisodes)
- 2010 : Caprica : Diego (4 épisodes)
- 2011 : The Listener : James Madison (saison 2, épisode 10)
- 2011 : Mortal Kombat: Legacy : Lord Raiden (websérie, épisode 6)
- 2011 : True Justice : David Bird (saison 1, épisode 8)
- 2012 : Hell on Wheels : L'Enfer de l'Ouest (Hell on Wheels) : Hawkins (2 épisodes)
- 2012-2014 : Falling Skies : Tector (21 épisodes)
- 2013 : Arctic Air : Pool Hustler (saison 2, épisode 7)
- 2013 : The Killing : Joe Mills (5 épisodes)
- 2013 : Delete (en) : Max Hollis (mini-série en 2 épisodes)
- 2013 : Republic of Doyle : Callum Pardy (5 épisodes)
- 2014 : Ascension : Duke Vanderhaus (mini-série en 3 épisodes)
- 2014-2015 : Continuum : Brad Tonkin (11 épisodes)
- 2015 : Motive : Eric Sharpe (saison 3, épisode 9)
- 2015 : Proof : Ryder Newburn / Buddy (saison 1, épisode 3)
- 2015-2016 : Arrow : Conklin (9 épisodes)
- 2015 : Once Upon a Time : sir Morgan, le père de Violet (saison 5, épisode 5)
- 2016 : X-Files : Aux frontières du réel (The X Files) : Murphy (saison 10, épisode 2)
- 2016 : Real Detective : John Cameron (série documentaire - saison 1, épisode 8)
- 2016 : The Magicians : Dint (saison 1, épisode 13)
- 2016-2017 : Van Helsing : Taka (4 épisodes)
- 2017 : Pure : Noah Funk (6 épisodes)
- 2017 : Rogue : ? (saison 4, épisode 4)
- 2017-2018 : Ghost Wars : Edward Clark (4 épisodes)
- 2018 : The Good Doctor : Hunter (saison 1, épisode 16)
- 2019 : Deadly Class : Rory (2 épisodes)
- 2019 : The Twilight Zone : La Quatrième Dimension : David Kendall (saison 1, épisode 1)
- 2019 : Riverdale : Frank Andrews (saison 4, rôle récurrent)